# Цензове командування
Цензове командування (рос. цензовое командование) — обов'язкове перебування на командній та стройовій посаді (ценз) для отримання просування в службі (кар'єра), сухопутній й морській.

## Історія
У Російській імперії існував службовий ценз або стаж, тобто вимога знаходитися на військовій службі на певних посадах певне число років для права обіймати вищі посади.

### Сухопутний ценз
У Російській імператорській армії для отримання посади в Генеральному штабі кандидатам в генштабісти після закінчення Академії Генерального штабу потрібно було покомандувати ротою один рік. Для отримання призначення на посаду командира полку необхідно було пройти чотиримісячне цензове командування батальйоном.

### Морський ценз
Морський ценз — сукупність умов, що вимагалися від офіцерів флоту Російської імперії для отримання чинів і призначення на стройові посади. Він визначався тривалістю часу, проведеного флотським офіцером на кораблі, як умова для подальшого руху в кар'єрі, на службі, що обчислювалося морськими кампаніями або місяцями і днями, за правилами, встановленими для цього спеціальним законом Російської імперії.